# Record du Maroc de natation dames du 200 mètres papillon
Cet article présente l'évolution du record du Maroc de natation dames du 200 mètres papillon.

## Bassin de 50 mètres
| Temps         | Athlète                  | Naissance | Âge | Club         | Compétition                            | Lieu       | Date             |
| ------------- | ------------------------ | --------- | --- | ------------ | -------------------------------------- | ---------- | ---------------- |
| 2 min 21 s 00 | Shérazade Ramond-Hannane | 1990      | 18  | WAC          | Championnats du Maroc (f)              | Casablanca | 24 juillet 2008  |
| 2 min 20 s 97 | Shérazade Ramond-Hannane | 1990      | 20  | WAC          |                                        |            | 28 février 2010  |
| 2 min 19 s 45 | Shérazade Ramond-Hannane | 1990      | 20  | WAC          | Championnats de France des jeunes (fb) | Rennes     | 25 avril 2010    |
| 2 min 16 s 89 | Sara El Bekri            | 1987      | 24  | RCA Natation | Championnats du Maroc (f)              | Casablanca | 15 juillet 2011  |
| 2 min 16 s 21 | Sara El Bekri            | 1987      | 24  | RCA Natation | Jeux panarabes (f)                     | Doha       | 19 décembre 2011 |

## Bassin de 25 mètres
| Temps         | Athlète                  | Naissance | Âge | Club | Compétition            | Lieu     | Date            |
| ------------- | ------------------------ | --------- | --- | ---- | ---------------------- | -------- | --------------- |
| 2 min 21 s 67 | Shérazade Ramond-Hannane | 1990      | 18  | WAC  | Championnats de France | Angers   | 7 décembre 2008 |
| -----         |                          |           |     |      |                        |          |                 |
| 2 min 20 s 63 | Shérazade Ramond-Hannane | 1990      | 19  | WAC  | Championnats de France | Chartres | 6 décembre 2009 |